# Résigny
Résigny ist eine französische Gemeinde mit 161 Einwohnern (Stand 1. Januar 2022) im Département Aisne in der Region Hauts-de-France (vor 2016 Picardie). Sie gehört zum Arrondissement Vervins, zum Kanton Vervins und zum Gemeindeverband Portes de la Thiérache.

## Geographie
Die Gemeinde Résigny liegt am Ostrand der Landschaft Thiérache an der Grenze zum Département Ardennes, 25 Kilometer südöstlich von Vervins. Nachbargemeinden von Résigny sind Les Autels im Nordosten, Blanchefosse-et-Bay im Osten, Le Fréty im Südosten, Rocquigny im Süden, Grandrieux im Südwesten, Parfondeval im Westen sowie Brunehamel im Nordwesten.

## Bevölkerungsentwicklung
| Jahr      | 1962 | 1968 | 1975 | 1982 | 1990 | 1999 | 2006 | 2015 | 2022 |
| --------- | ---- | ---- | ---- | ---- | ---- | ---- | ---- | ---- | ---- |
| Einwohner | 337  | 320  | 323  | 271  | 238  | 208  | 169  | 181  | 161  |

## Sehenswürdigkeiten

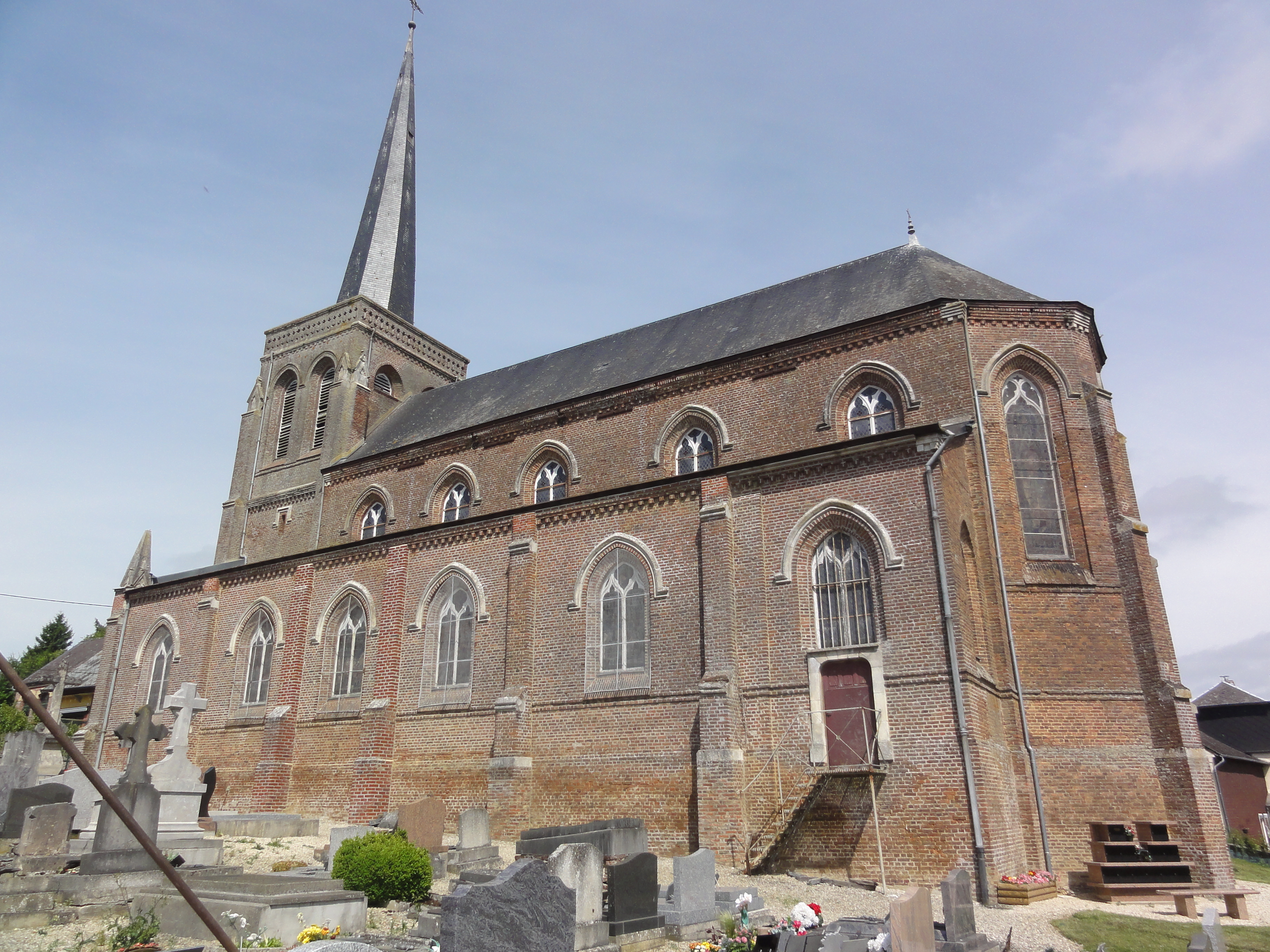
Kirche Saint-Nicolas
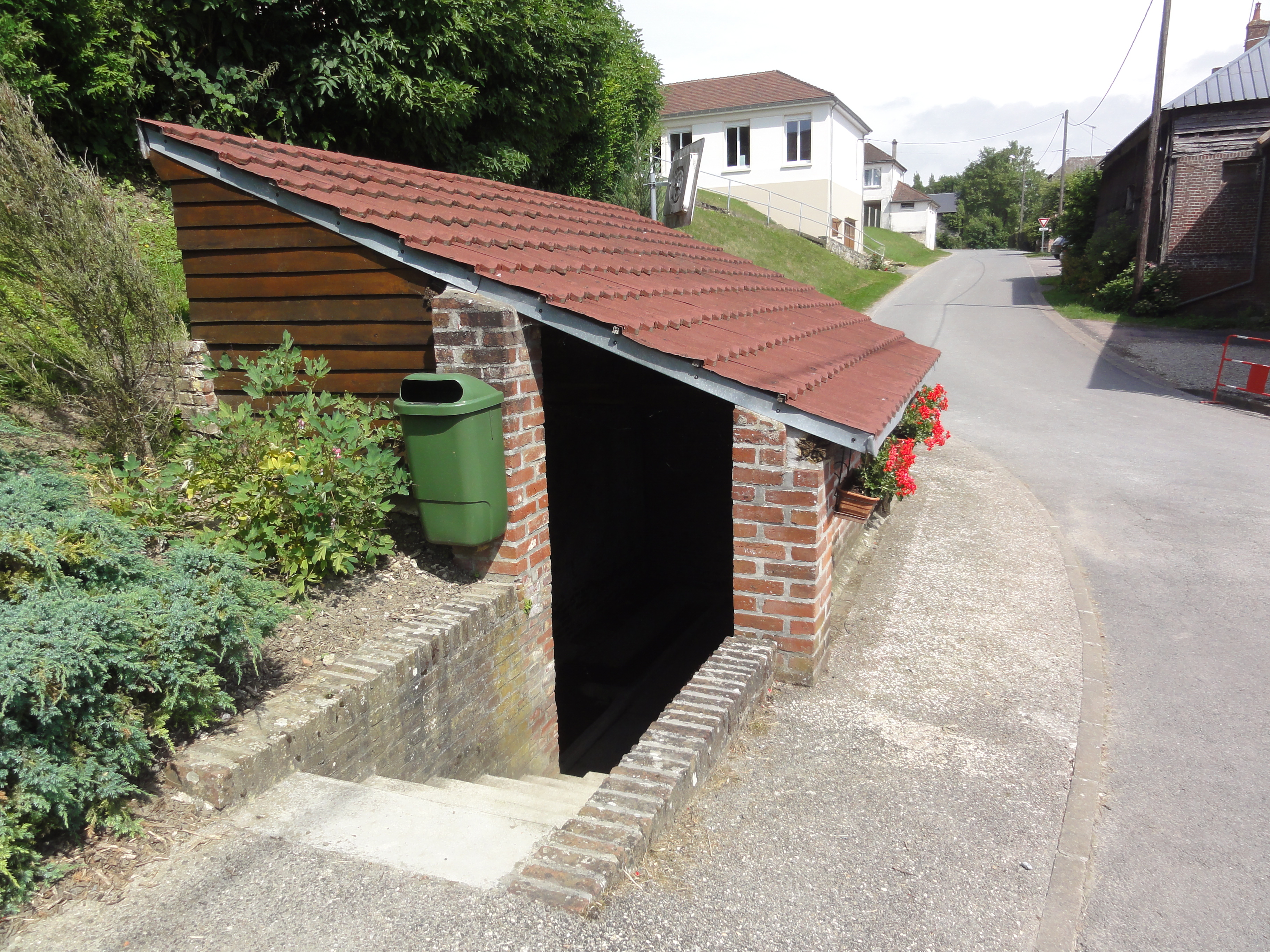
Ehemaliges öffentliches Waschhaus
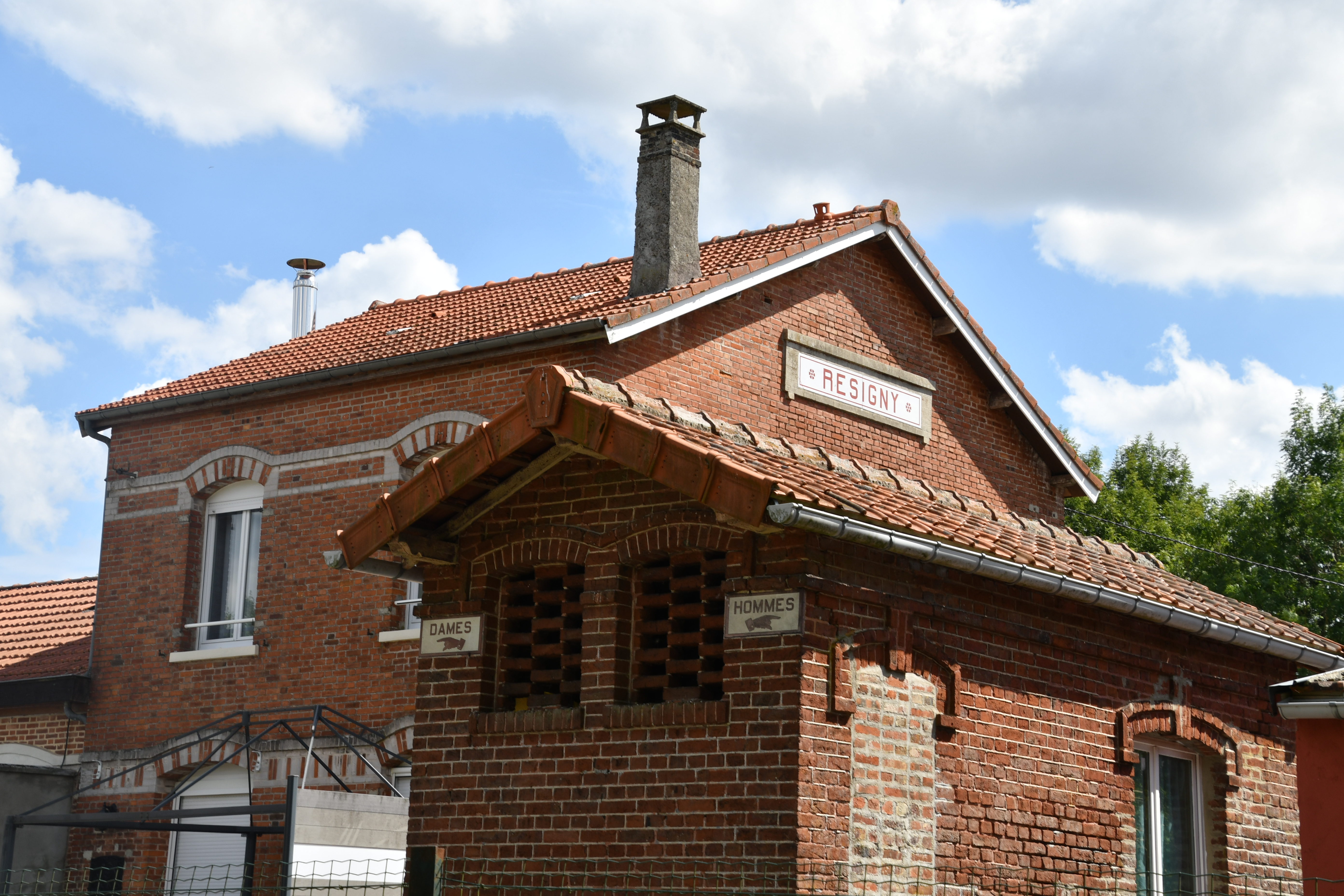
Bahnhof
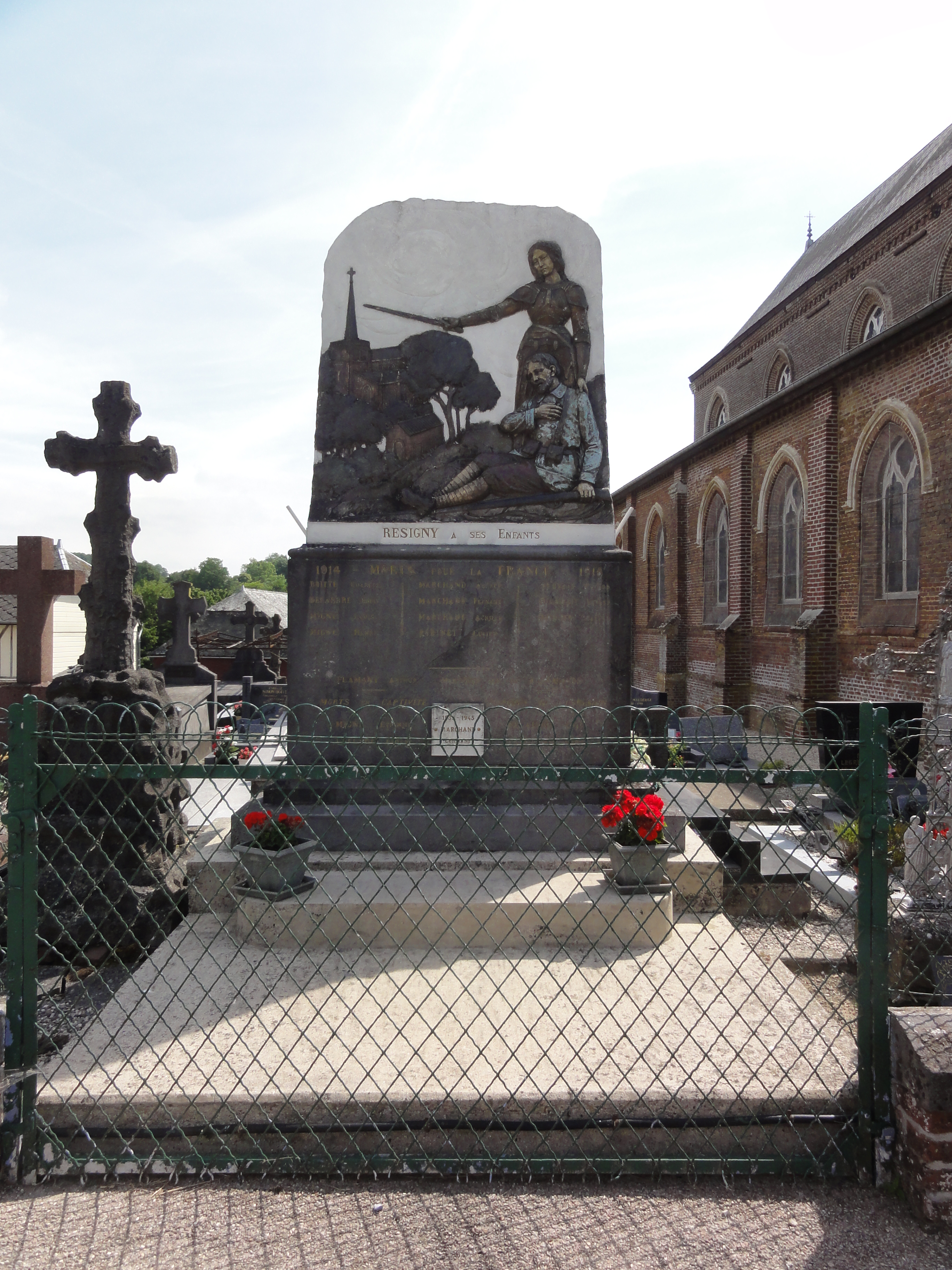
Gefallenendenkmal

- Lavoir

- Kirche Saint-Nicolas
- Ehemaliges öffentliches Waschhaus
- Bahnhof
- Gefallenendenkmal